# パフアダー
パフアダー（英: Puff adder、学名：Bitis arietans）は、クサリヘビ科アフリカアダー属に分類されるヘビ。特定動物。パファダーとも。

## 分布
サブサハラアフリカのほぼ全域（サハラ砂漠、西アフリカの海岸沿い、コンゴ民主共和国の熱帯雨林地域を除く）に生息し、アフリカで最も一般的な毒蛇とされる。サウジアラビア南西部やイエメンなど、アラビア半島南部にも生息する。

## 形態
全長90～180cm。体形は非常に太短い。体色は褐色で、背面にはアルファベットの「V」字状の黒い斑紋が並ぶ。動作は鈍いが攻撃する際は俊敏に動く。

### 毒
毒性は出血毒および細胞毒。LD50は0.4~2.0mg。毒の注入量が180～750mgと多く、毒牙も大きいため、咬まれると人間にとっても致命的。また毒が細胞の壊死を引き起こすため、助かっても後遺症が残る場合が多く、手足の切断に至るケースも少なくない。

## 生態
草原、森林、岩石地帯などの様々な環境に生息する。夜行性。危険を感じると体を膨らませ噴気音をあげ威嚇する。噴気音をあげることは多くのヘビで見られる行動だが、この行動が puff （息を吐く） adder （クサリヘビ）という名称の由来とされる。
食性は動物食で、哺乳類、鳥、カエル、イモリ、トカゲなどを食べる。
獲物を捕らえるために動き回ることは滅多に無く、完全な待ち伏せ型の捕食者。また、尻尾の先を動かして獲物を誘うルアーリングを行うことが知られていたが、近年では舌も同様に動かしてカエルを捕らえる行動が確認されている。攻撃の際の衝撃は非常に強く、長い牙は非常に深く突き刺さるため、獲物は物理的な外傷だけで殺されることがよくある。
体温が下がると道路に日向ぼっこする習性があり、交通事故にあうケースが多々ある。
繁殖形態は卵胎生で、1回に20 - 40頭の幼蛇を産む。最大で156頭の幼蛇を産んだ記録がある。又、親は、子が育つまで行動を共にする。
パフアダーは一種の嗅覚隠蔽能力を持っており、訓練された犬やミーアキャット（どちらも嗅覚を頼りにする捕食者）にとって、パフアダーの発見を困難にすることが分かっている。この能力の正確な性質は不明だが、代謝率の低さや脱皮・排泄後の移動に関係しているのではないかと推測されている。

## 人間との関係
上記の通り、噛まれた場合人間でも命に関わることがある。攻撃的であり、分布域が広い上に人間の生活圏にも侵入するため、アフリカ大陸で最も死者を出している毒蛇とされる 。

## 画像

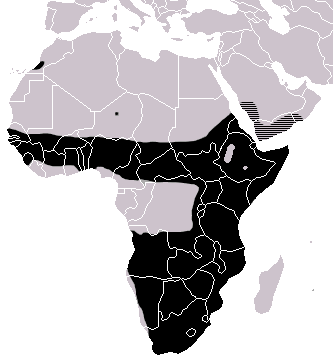
分布